# Isteni vita
Az Isteni vita (Holy Quarrel) Philip K. Dick egyik novellája, amelyet 1965-ben írt, majd 1966-ban a Worlds of Tomorrow magazin májusi számában jelent meg.
|  | Alább a cselekmény részletei következnek! |

## Történet
A Genux–B számítógép meghibásodott, legalábbis minden jel erre utal. Teljes riadókészültséget rendelt el az Egyesült Államok hadseregében, célpontnak pedig Herb Sousa rágógumi-kereskedőt adta meg. A géppel hosszú kommunikáció után sem tudtak mit kezdeni, úgyhogy végül is Stafford, a számítógépszerelő megkérdezte, hogy a gép szerint ki is valójában Herb Sousa. A Genux–B erre lefújta a riadót, és válaszként kijelentette, hogy Sousa maga az ördög. Kifejtette, hogy azért gondolja ezt, mert élettelen tárgyakból képes olyan isteni élőlényeket készíteni, amilyen ő maga is. Mivel itt a rágógumik mellé adott Genux–B kicsinyített műanyag változatára gondolt, Stafford úgy döntött, szét kell szerelni a gépet. Több óra munka után végre hazament lefeküdni, és a zsebében lévő három – Sousa automatáiból való – rágógumit kitette az éjjeliszekrényre. Amikor reggel felébredt, már négyet talált ott, estére pedig hét golyó sorakozott a szekrényen. Ezek szerint mégis a számítógépnek volt igaza. Rágógumijaitól nem tudott megszabadulni, tíz nappal később már kétmillió golyó tömte tele a lakását. Végső elkeseredésében felhívta az FBI-t, de ott már senki nem tudta felvenni a telefont.